# Colletidae
Korttongbijen (Collectidae) zijn een familie vliesvleugeligen (Hymenoptera). De familie bestaat uit ongeveer 2500 soorten.

## Taxonomie
De volgende onderfamilies zijn bij de familie ingedeeld:
- Callomelittinae
- Paracolletinae
- Scraptrinae
- Stenotritinae

(Indicatie van aantallen soorten per onderfamilie tussen haakjes)
- Colletinae (976)
- Diphaglossinae (128)
- Euryglossinae (386)
- Hylaeinae (893)
- Xeromelissinae (122)